# João Jacob Ramos
João Pedro Jacob Ramos (Vila Nova de Gaia, 6 juli 1991) is Portugees handballer die sinds 2014 uitkomt voor Limburg Lions.

## Biografie
Ramos begon met handballen in 2001. Hij speelde tot 2014 bij FC Porto. Ramos was deel van de selectie van Portugal onder 21 dat meedeed aan de wereldkampioenschappen onder 21 in Griekenland in 2011. In het seizoen 2013-2014 werd hij voor een seizoen gehuurd aan Hurry-Up. Hierna besloot hij in 2014 bij Limburg Lions te gaan spelen. In 2018 werd hij gekozen tot beste speler van het jaar samen met doelman Gerrie Eijlers.